# Mine de Hail Creek
La mine de Hail Creek est une mine à ciel ouvert de charbon située dans le bassin minier de Bowen dans le Queensland en Australie,. La production y a débuté en 2003. Elle appartient à une coentreprise où Rio Tinto est présent. La mine emploi en 2008, 436 personnes. En 2008, sa production est de 6 millions de tonnes.